# Márcia Goldschmidt
Márcia von Goldschmidt-Rothschild (São Paulo, 22 de julio de 1960) es una presentadora, escritora y empresaria brasileña. Se hizo conocida por conducir programas sobre conflictos familiares y sociales, en los cuales ayudaba a las personas a resolver los problemas con el respaldado eslogan “Mexeu com você, mexeu comigo” («Se metió contigo, se metió conmigo», en portugués).

## Biografía
Nacida en una familia humilde en las afueras de São Paulo, Márcia comenzó a trabajar como niñera cuando tenía solo nueve años. Buscando mejores oportunidades en la vida, y soñando con trabajar en el campo artístico, empezó a participar en varios concursos de belleza durante su adolescencia, ganando algunos de ellos, recibiendo una propuesta de una agencia para trabajar como modelo de fotografía. Cuando cumplió dieciocho años, fue invitada a desfilar y fotografiar en París, donde vivió durante seis años. Dejó su trabajo como modelo después de tres años, convirtiéndose en socia de la agencia y trabajando con la agencia de artistas brasileños que iban a desfilar y fotografiar en Francia. Regresó a Brasil en 1986, donde conoció al barón suizo Cyril Rudolf Alfred Maximilian von Goldschmidt-Rothschild. Se casaron en São Paulo en 1990 y Márcia pasó a firmar como Márcia von Goldschmidt-Rothschild. La pareja vivió en Suiza hasta 1992, cuando volvieron a vivir en Brasil. La unión engendró un hijo, James von Goldschmidt-Rothschild, nacido por parto normal en São Paulo en 1994. Después de diez años de matrimonio, se divorciaron en 2000.
Entre 2003 y 2007 salió con un francés cuyo nombre nunca reveló. En 2010, comenzó a salir con el abogado portugués Nuno Rêgo y se mudó a Oporto, Portugal. en 2012, anunció que estaba embarazada de gemelas.
Márcia tuvo una preeclampsia, o sea, crisis de presión arterial alta, debido a un embarazo de riesgo por su edad, que puso en riesgo su vida, teniendo que permanecer 35 días en reposo absoluto. Por eso, el parto fue por cesárea, y se adelantó al 20 de octubre de 2012, cuando Márcia aún tenía seis meses y medio de embarazo, un gran riesgo también para las bebés, que afortunadamente nacieron sanas, pero nacieron con menos de 1 kg y tuvieron que permanecer hospitalizadas durante 62 días. Cinco meses después, a Yanne, una de las gemelas, fue diagnosticada con atresia biliar, y la única forma de salvarle la vida fue realizarle un trasplante de hígado, donado por James, el medio hermano materno de la niña.
Las niñas nacieron en la ciudad de Oporto, en Portugal, y se llaman Victoria y Yanne. Márcia dijo en entrevistas que ambas son diferentes, tanto en personalidad como en apariencia. Victoria es más tranquila, y Yanne, más agitada. Ella dice que está feliz y muy realizada con su esposo e hijas, diciendo que fue su mejor regalo de Navidad ese año. En entrevistas, reveló que tiene la intención de seguir viviendo en Portugal, pero que regresará a Brasil para visitar a sus familiares y participar en programas de televisión cuando sea invitada, manteniendo su trabajo como presentadora en la televisión portuguesa.

## Carrera
En Brasil, creó la agencia de relaciones Happy End. En 1995 fue invitada a presentar un programa en la extinta Rede Mulher (hoy Record News) también titulado Happy End. Dos años después, en 1997, leyó en un anuncio en el periódico que SBT buscaba una mujer para ser la versión brasileña de la presentadora de televisión estadounidense Ricki Lake, se postuló y ganó. Así fue creado el programa de televisión Márcia, que estuvo al aire hasta agosto de 1998.
Aún en SBT, Márcia condujo Programa Livre (del portugués: Programa Libre), los martes, entre el 14 de septiembre y el 28 de diciembre de 1999, integrando la rotación de cinco conductores que reemplazaron a Serginho Groisman y fueron reemplazados por Babi Xavier, junto con Ney Gonçalves Dias, Christina Rocha, Lu Barsoti y Otávio Mesquita. También condujo Fantasia (del portugués: Fantasía), entre el 8 de enero y el 10 de junio de 2000, junto a Celso Portiolli y tres presentadores, que, como Márcia, también venieron de Programa Livre (Christina Rocha, Lu Barsoti y Otávio Mesquita). En septiembre del mismo año, se mudó para TV Gazeta, donde presentó, junto a Leão Lobo, el programa femenino Mulheres (del portugués: Mujeres), que anteriormente había sido presentado por Claudete Troiano e Ione Borges. En junio de 2001 se transfirió para Band, donde presentó Hora da Verdade (Hora de la Verdad), Jogo da Vida (Juego de la Vida) y el regreso de Márcia en nueve años, convirtiéndose en uno de los principales nombres de la programación vespertina.
En diciembre de 2010, Márcia decidió rescindir el contrato y mudarse a Portugal después de casarse para ser madre.
Márcia escribió cuatro libros de autoayuda: Dicas para um Primeiro Encontro com Final Feliz (Consejos para una Primera Cita con Final Feliz), Poder Sexual Feminino: Você Sabe Usar o Seu? (Poder Sexual Femenino: ¿Sabes Usar el Tuyo?), Amor Sem Dor - 20 estratégias para mudar sua vida amorosa já (Amor Sin Dolor: 20 estrategias para cambiar tu vida amorosa ya) y O Problema é Você! (¡El Problema Eres Tú!).

## Curiosidades
- Antes de debutar en SBT, Márcia pasó por una prueba inusual. Cuando Serginho Groisman sufrió una grave crisis renal, el director de Programa Livre llamó a Márcia para calmar a la audiencia y hablar con la audiencia.[5]

- Márcia incluso fue investigada dos veces por TV Globo, cuando aún trabajaba en SBT.[5]